# Prix littéraires du Gouverneur général 1996
Liste des Prix littéraires du Gouverneur général pour 1996, chacun suivi des finalistes.

## Français

### Prix du Gouverneur général: romans et nouvelles de langue française
- Marie-Claire Blais, Soifs
- Nancy Huston, Instruments des ténèbres
- Roger Magini, Un homme défait
- Jocelyne Saucier, La Vie comme une image
- Lise Vaillancourt, L'Été des eiders

### Prix du Gouverneur général: poésie de langue française
- Serge Patrice Thibodeau, Le Quatuor de l'errance suivi de La Traversée du désert
- José Acquelin, L'Oiseau respirable
- Jean Charlebois, De moins en moins l'amour de plus en plus
- Herménégilde Chiasson, Climats
- Louise Cotnoir, Dis-moi que j'imagine

### Prix du Gouverneur général: théâtre de langue française
- Normand Chaurette, Le Passage de l'Indiana
- Suzanne Lebeau, Salvador - La Montagne, l'Enfant et la Mangue
- Wajdi Mouawad, Alphonse

### Prix du Gouverneur général: études et essais de langue française
- Michel Freitag, Le Naufrage de l'université - Et autres essais d'épistémologie politique
- Gérard Bouchard, Quelques arpents d'Amérique - Population, économie, famille au Saguenay 1838-1971
- Gilles Lapointe, L'Envol des signes - Borduas et ses lettres
- Benoît Melançon, Diderot épistolier - Contribution à une poétique de la lettre familière au XVIIIe siècle
- Denis Vaugeois, La Fin des alliances franco-indiennes - Enquête sur un sauf-conduit de 1760 devenu un traité en 1990

### Prix du Gouverneur général: littérature jeunesse de langue française - texte
- Gilles Tibo, Noémie - Le Secret de Madame Lumbago
- Sylvie Desrosiers, Le Long Silence
- Jacinthe Gaulin, Mon p'tit frère
- Daniel Sernine, L'Arc-en-cercle
- Hélène Vachon, Le Plus Proche Voisin

### Prix du Gouverneur général: littérature jeunesse de langue française - illustration
Le jury a déterminé qu'aucune œuvre n'était à la hauteur en 1996.

### Prix du Gouverneur général: traduction de l'anglais vers le français
- Christiane Teasdale, Systèmes de survie - Dialogue sur les fondements moraux du commerce et de la politique
- Pierre Desruisseaux, Contre-taille - Poèmes choisis de vingt-cinq auteurs canadiens-anglais
- Hélène Le Beau, Les Dangers de la pensée critique - Trois nouvelles

## Anglais

### Prix du Gouverneur général: romans et nouvelles de langue anglaise
- Guy Vanderhaeghe, The Englishman's Boy
- Margaret Atwood, Captive (Alias Grace)
- Elisabeth Harvor, Let Me Be the One
- Janice Kulyk Keefer, The Green Library
- Cordelia Strube, Teaching Pigs to Sing
- Audrey Thomas, Coming Down from Wa

### Prix du Gouverneur général: poésie de langue anglaise
- Edward D. Blodgett, Apostrophes: Woman at a Piano
- Elizabeth Brewster, Footnotes to the Book of Job
- Crispin Elsted, Climate and the Affections
- Charles Lillard, Shadow Weather
- Erin Mouré, Search Procedures

### Prix du Gouverneur général: théâtre de langue anglaise
- Colleen Wagner, The Monument
- Wendy Lill, The Glace Bay Miners' Museum
- John Mighton, The Little Years
- Michael O'Brien, Mad Boy Chronicle
- Betty Quan, Mother Tongue

### Prix du Gouverneur général: études et essais de langue anglaise
- John Ralston Saul, The Unconscious Civilization
- Roy MacGregor, The Home Team - Fathers, Sons & Hockey
- T.F. Rigelhof, A Blue Boy in a Black Dress
- Lake Sagaris, After the First Death: A Journey Through Chile, Time, Mind
- Merilyn Simonds, The Convict Lover: A True Story

### Prix du Gouverneur général: littérature jeunesse de langue anglaise - texte
- Paul Yee, Ghost Train
- Jan Andrews, Keri
- David Boyd, Bottom Drawer
- Gillian Chan, Glory Days and Other Stories
- Don Gillmor, The Fabulous Song

### Prix du Gouverneur général: littérature jeunesse de langue anglaise - illustration
- Eric Beddows, The Rooster's Gift
- Alan et Lea Daniel, Sody Salleratus
- Wang Kui, The Wise Washerman - A Folktale from Burma
- Johnny Wales, Gruntle Piggle Takes Off
- Werner Zimmermann, Whatever You Do, Don't Go Near That Canoe!

### Prix du Gouverneur général: traduction du français vers l'anglais
- Linda Gaboriau, Stone and Ashes
- Sheila Fischman, Ostend
- D.G. Jones, For Orchestra and Solo Poet
- Shelley Tepperman, In Vitro